# Вороновка (Ульяновська область)
Вороновка (рос. Вороновка) — село в Базарносизганському районі Ульяновської області Російської Федерації.
Населення становить 80 осіб. Входить до складу муніципального утворення Сосновоборське сільське поселення.

## Історія
Від 2004 року входить до складу муніципального утворення Сосновоборське сільське поселення.

## Населення
| 2010 |
| ---- |
| 80   |